# 卢云飞
卢云飞（?—）籍贯不详，保钓运动人士。

## 生平
卢云飞是爱国者同盟网（简称“爱盟网”）的主编。
2003年5月19日，冯锦华、张立昆、李南、牛力丕、周文博5人在网上发出《中国保钓行动登岛志愿者召集正式开始》的公告，征集志愿者出海保钓。接受报名的网站还明示：“本次保钓行动召集的志愿者在本次活动结束后自行解散；所有保钓志愿者的资料都将自愿接受相关部门检查。”冯锦华的实名求援信在爱盟网的点击率极高，捐款者超过一千人。2003年6月22日晨，载有15位中国内地及香港保钓人士的“浙玉渔1980”号渔船自浙江省玉环县黄门港启程开赴钓鱼岛。6月23日，在日本海上保安厅8艘军舰和多架飞机的包围下，该渔船未能驶抵钓鱼岛，被迫返航，6月24日回到玉环县码头。
2003年12月27日，中国民间保钓联合会（筹）在厦门正式成立，童增被推为会长，冯锦华、张立昆、李南、卢云飞、虞海泽等当选为常务会员。